# تومي تالاريكو
تومي تالاريكو (بالإنجليزية: Tommy Tallarico)، هو موسيقي أمريكي معروف، عمل على تأليف الموسيقى لعدة ألعاب شهيرة، ومنها لعبة آد ورلد:آيبز آديسي وأمير في بلاد فارس.